# Klingsta och Allsta
Klingsta och Allsta est une localité de la commune de Sundsvall dans le comté de Västernorrland en Suède.
Sa population était de 579 habitants en 2019.